# Суверенний фонд
Суверенний фонд (англ. sovereign wealth fund, SWF), суверенний інвестиційний фонд або фонд національного добробуту — державний інвестиційний фонд, який інвестує в реальні та фінансові активи, такі як акції, облігації, нерухомість, дорогоцінні метали, або в альтернативні інвестиції, такі як фонди прямих інвестицій або хедж-фонди. Суверенні фонди інвестують по всьому світу. Більшість СФ фінансується за рахунок доходів від експорту товарів або з валютних резервів, які зберігаються центральним банком країни.
Деякими суверенними фондами може володіти центральний банк, який акумулює кошти під час управління банківською системою країни; цей тип фондів зазвичай має велике економічне та фіскальне значення. Інші суверенні фонди — це просто державні заощадження, які інвестуються різними суб'єктами для повернення інвестицій, і які можуть не мати значної ролі у фіскальному управлінні.
Накопичені кошти можуть походити від депозитів в іноземній валюті, золота, спеціальних прав запозичення (СПЗ) і резервних позицій Міжнародного валютного фонду (МВФ), які зберігаються центральними банками та грошово-кредитними органами, а також інших національних активів, таких як пенсійні накопичення, нафтові фонди або інші промислові та фінансові холдинги. Це активи суверенних держав, які зазвичай зберігаються в національній та різних резервних валютах (таких як долар, євро, фунт та єна). Такі суб'єкти управління інвестиціями можуть бути створені, наприклад, як офіційні інвестиційні компанії, державні пенсійні фонди або суверенні фонди.
Були спроби відрізнити кошти суверенних установ від валютних резервів центральних банків. Суверенні фонди можна охарактеризувати як такі, що максимізують довгостроковий прибуток, а валютні резерви служать для короткострокової «стабілізації валюти» та управління ліквідністю. Останніми роками багато центральних банків володіють резервами, які значно перевищують потреби в ліквідності або управління валютою. Крім того, широко поширена думка, що більшість з них значно диверсифікували активи (за винятком короткострокових, високоліквідних монетарних активів), хоча загальнодоступних даних, які підтверджують це твердження, майже немає.

## Історія
Термін «суверенний фонд добробуту» вперше використав Андрій Розанов у статті 2005 року під назвою «Хто володіє багатством націй?», опублікованій у Central Banking Journal. До того журнал описував перехід від традиційного управління резервами до управління суверенним капіталом; згодом цей термін набув широкого вжитку, оскільки купівельна спроможність світових чиновників істотно зросла.
Суверенні фонди Китаю вийшли на світові ринки в 2007 році. З тих пір їх масштаби значно виросли: 4. 
СФ були першими установами, які використовували суверенний капітал, щоб стримати фінансовий збиток на ранніх етапах світової фінансової кризи 2007—2008 років: 1–2. СФ здатні швидко реагувати в таких обставинах, оскільки на відміну від регуляторів, вони активно діють на ринку: 2. 
З 2008 по 2021 рік СФ швидко зростали, а глобальні активи, якими вони керують, зросли з приблизно 4 трильйонів доларів США до понад 10 трильйонів доларів США: 3. 
СФ інвестують у різноманітні класи активів, такі як акції, облігації, нерухомість, фонди прямих інвестицій та хедж-фонди. Багато суверенних фондів безпосередньо інвестують в нерухомість інституційного рівня. Відповідно до бази даних транзакцій Sovereign Wealth Fund Institute, за останню половину 2012 р. в інституційній нерухомості було зареєстровано прямих операцій суверенних фондів на 9,26 млрд доларів США. У першій половині 2014 р. прямі угоди глобальних суверенних фондів становили 50,02 млрд доларів.

### Ранні СФ
Суверенні фонди існують більше століття, але з 2000 року їх кількість різко зросла. Перші СФ були нефедеральними державними фондами США, заснованими в середині 19 століття для фінансування певних державних послуг. Таким чином, американський штат Техас був першим, в якому була запроваджена така схема фінансування державної освіти. Постійний шкільний фонд (PSF) був створений у 1854 році для підтримки початкових і середніх шкіл, а Постійний університетський фонд (PUF) — у 1876 році для підтримки університетів. PUF був наділений громадськими землями, право власності на які зберігалося за умовами договору про анексію між Республікою Техас і Сполученими Штатами 1845 року. Хоча PSF спочатку фінансувався за рахунок асигнувань від законодавчих зборів штату, він також отримав державні землі одночасно зі створенням PUF.
Першим СФ, створеним для суверенної держави, є Kuwait Investment Authority. Це товарний СФ, створений у 1953 році з надходжень від торгівлі нафтою ще до того, як Кувейт отримав незалежність від Сполученого Королівства. За багатьма оцінками, фонд Кувейту зараз коштує приблизно 738 млрд доларів США.
Одним з інших ранніх СФ є Резервний фонд вирівнювання доходів Кірибаті. Фонд був створений у 1956 році, коли британська адміністрація островів Гілберта в Мікронезії ввела податок на експорт фосфатів, що використовуються в добривах, і з тих пір фонд зріс до 520 млн доларів США.

## Характер і призначення

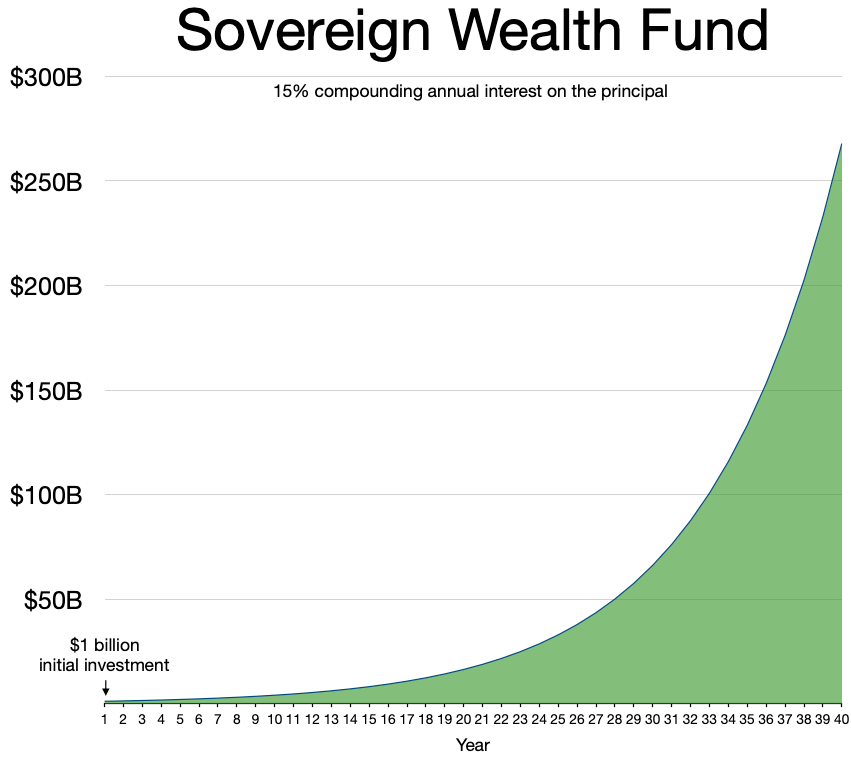
Початкові інвестиції суверенних фондів у розмірі $1 млрд.
15 % складного проценту щорічно.

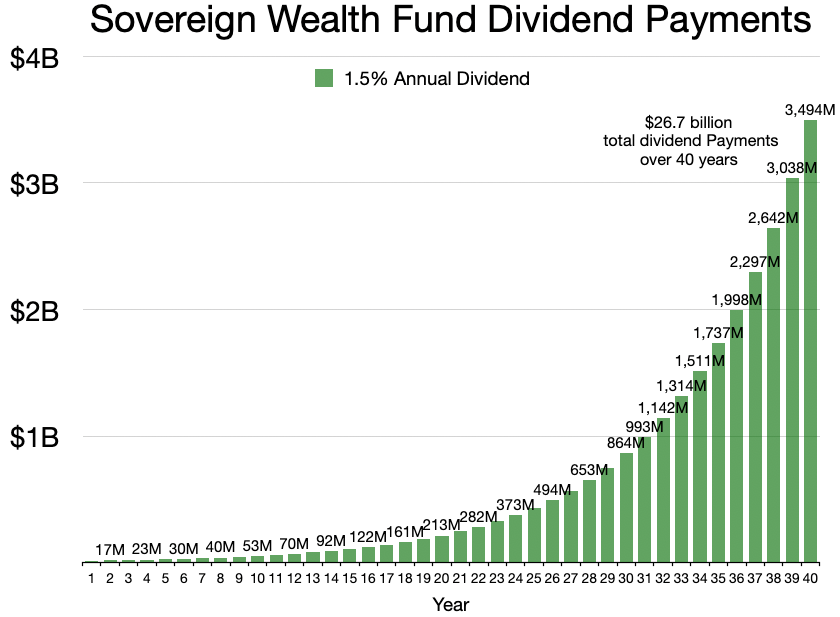
Виплати дивідендів у розмірі 1,5 % від початкових інвестицій у розмірі $1 млрд.
Загальна сума дивідендних виплат за 40 років склала $26,7 млрд.
Дивіденди не були реінвестовані і можуть бути використані як дохід для уряду.

СФ зазвичай створюються, коли уряди мають профіцит бюджету та невеликий міжнародний борг або взагалі його не мають. Не завжди можливо чи бажано тримати цю надлишкову ліквідність у грошах або направляти її на негайне споживання. Це особливо стосується випадків, коли країна залежить від експорту сировини, як-от нафти, міді чи алмазів. У таких країнах головною причиною створення СФ є властивості ресурсного доходу: висока волатильність цін, непередбачуваність видобутку та вичерпність ресурсів.
СФ базуються в основному на сировинних товарах, і багато з них були засновані державами, багатими на нафту: 5.  СФ Китаю є помітним винятком із цієї типової моделі: 5. 
Стабілізаційні СФ створюються, щоб зменшити нестабільність державних надходжень, опираючись негативному впливові циклів бум-спад на державні витрати та національну економіку.
Ощадні СФ накопичують заощадження для майбутніх поколінь. Одним із таких є Державний пенсійний фонд Норвегії. Вважається, що СФ у багатих на ресурси країнах можуть допомогти уникнути ресурсного прокляття, але література з цього питання є суперечливою. Уряди можуть негайно витрачати гроші, але ризикують спричинити перегрів економіки, наприклад, у Венесуелі Уго Чавеса чи в Ірані епохи шаха. За таких обставин часто бажано накопичувати гроші, щоб витратити їх у період низької інфляції.
Інші причини створення СФ можуть бути економічними або стратегічними, наприклад, військові заначки для невизначених часів. Наприклад, Управління інвестицій Кувейту під час війни в Перській затоці керувало надлишковими резервами, що перевищували достатній рівень (хоча багато центральних банків роблять так зараз). Сінгапурський суверенний фонд та Temasek Holdings слугують зміцненню позицій Сінгапуру як міжнародного фінансового центру. Корейська інвестиційна корпорація управляється аналогічно. Суверенні інвестиційні фонди інвестують у всі типи компаній і активів, включаючи такі стартапи, як Xiaomi, і компанії з відновлюваної енергетики, такі як Bloom Energy.
Згідно з одним дослідженням 2014 року, СФ не створюються з причин, пов'язаних із накопиченням резервів та товарно-експортною спеціалізацією. Швидше, їх розповсюдження можна зрозуміти як примху, за якою певні уряди вважають модним створювати СФ і перебувають під впливом того, що роблять їхні колеги.
Як учасники ринку, СФ впливають на інших інституційних інвесторів, які можуть вважати інвестиції, зроблені слідом за СФ, безпечнішими за своєю суттю: 9.  Цей ефект можна спостерігати дедалі частіше, особливо щодо інвестицій, здійснених Державним пенсійним фондом Норвегії, Інвестиційним управлінням Абу-Дабі, Temasek Holdings і Китайською інвестиційною корпорацією: 9.  СФ також сприяють спроможності держави використовувати свої вибіркові інвестиції в акціонерний капітал для просування своєї промислової політики та стратегічних інтересів: 9. 

## Занепокоєння щодо СФ
Зростання суверенних інвестиційних фондів привертає пильну увагу, оскільки:
- Цей пул активів продовжує розширюватися за розміром і важливістю, зростає і його потенційний вплив на різні ринки активів.
- Деякі країни, наприклад Сполучені Штати, що прийняли Закон про іноземні інвестиції та національну безпеку 2007 року, стурбовані тим, що іноземні інвестиції СФ можуть впливати на національну безпеку, оскільки метою інвестицій може бути забезпечення контролю над стратегічно важливими галузями у політичному, а не фінансовому смислі.
- Колишній міністр фінансів США Лоуренс Саммерс стверджував, що США можуть потенційно втратити контроль над активами на користь багатших іноземних фондів, поява яких «похитує капіталістичну логіку». Ці побоювання змусили Європейський Союз переглянути питання щодо дозволу своїм членам використовувати «золоті акції» для блокування певних іноземних придбань[9]. ЄС має побоювання, що це призведе до відродження міжнародного протекціонізму. У Сполучених Штатах ці проблеми вирішуються в поправці Ексона–Флоріо до Закону про торгівлю та конкурентоспроможність 1988 р.
- Їхня недостатня прозорість викликає занепокоєння інвесторів і регуляторів: наприклад, розмір і джерело коштів, інвестиційні цілі, внутрішні системи стримувань і противаг, розкриття інформації про відносини та участь у фондах прямих інвестицій.
- СФ не є настільки однорідними, як центральні банки чи державні пенсійні фонди.
- Відсутність прозорості та, отже, збільшення ризику для фінансової системи, можливо, веде до перетворення СФ на «нові хедж-фонди»[10].

Правління суверенних фондів зобов'язуються дотримуватися певних правил:
- Правило накопичення (яку частину доходу можна витратити/заощадити)
- Правило виходу (коли уряд може вийти з фонду)
- Інвестиції (в які іноземні або внутрішні активи можуть інвестуватися доходи)[11].

### Державний інтерес у 2008 році
- 5 березня 2008 р. спільний підкомітет Комітету з фінансових послуг Палати представників Конгресу США провів слухання для обговорення ролі іноземних державних інвестицій в економіку та фінансовий сектор США. У слуханнях взяли участь представники Міністерства фінансів США, Комісії з цінних паперів і бірж США, Ради Федеральної резервної системи, Міністерства фінансів Норвегії, сінгапурської Temasek Holdings та Інвестиційної ради Канадського пенсійного плану.
- 20 серпня 2008 р. Німеччина прийняла закон, який вимагає парламентського схвалення іноземних інвестицій, які загрожують національним інтересам. Зокрема, це стосується придбання понад 25 % голосуючих акцій німецької компанії неєвропейськими інвесторами, але міністр економіки Міхаель Глос пообіцяв, що перегляди інвестицій будуть «надзвичайно рідкісними». Законодавство створено на основі подібного законодавства Комітету з іноземних інвестицій США[12][13].

### Принципи Сантьяго
Свого часу з'явилася низка індексів прозорості для СФ, які були більш або менш суворими. Щоб вирішити ці розбіжності, деякі з головних світових СФ зібралися на саміті в Сантьяго, Чилі, 2–3 вересня 2008 року. Під керівництвом МВФ сформували тимчасову Міжнародну робочу групу суверенних фондів. Потім ця робоча група розробила 24 принципи Сантьяго, щоб визначити загальний глобальний набір міжнародних стандартів щодо прозорості, незалежності та підзвітності в діяльності СФ. Вони були опубліковані після представлення Міжнародному валютно-фінансовому комітету МВФ 11 жовтня 2008 року. Була створена нова організація, Міжнародний форум суверенних фондів (IFSWF), щоб підтримувати нові стандарти в майбутньому та представляти їх на міжнародних політичних дебатах.
Станом на 2016 рік 30 фондів офіційно підписали Принципи, що разом становить 80 % активів, якими управляють суверенні фонди в усьому світі, або 5,5 трильйонів доларів США.

## Розміри СФ
Активи в управлінні СФ склали 7,94 трлн дол. станом на 24 грудня 2020 року.
Країни, в яких СФ фінансуються за рахунок експорту нафти й газу, склали 5,4 трлн дол. станом на 2020 рік. Нетоварні (англ. non-commodity) СФ зазвичай фінансуються за рахунок переказу активів з офіційних валютних резервів, а в деяких випадках — за рахунок профіциту державного бюджету та доходів від приватизації. На країни Близького Сходу та Азії припадає 77 % усіх СФ.

## Вичерпання СФ
Протягом історії численні СФ збанкрутували. Найбільш помітними з них були FRR Алжиру, FSB Бразилії, численні СФ Еквадору, MRSF Папуа-Нової Гвінеї та FIEM і FONDEN Венесуели. Основною причиною вичерпання їхніх коштів є політична нестабільність, тоді як економічні детермінанти, як правило, відіграють менш важливу роль. СФ у нестабільних країнах можуть спровокувати ризики для держав-одержувачів інвестицій СФ, враховуючи те, що нестабільність у країнах-спонсорах СФ робить ці інвестиції невизначеними та, ймовірно, їх буде вилучено з метою запобігання політичним ризикам у короткостроковій перспективі.
Дуже стабільні країни, такі як Данія, Катар чи Австралія, мають меншу ймовірність вичерпання СФ саме через їхню політичну стабільність.

## Найбільші суверенні фонди
| Держава чи регіон | Абревіатура | Фонд                                                               | Активи млрд дол. США | Заснування | Джерело                             |
| ----------------- | ----------- | ------------------------------------------------------------------ | -------------------- | ---------- | ----------------------------------- |
| Франція           | CDC         | Caisse des dépôts et consignations                                 | 1,416                | 1816       | Нетоварний                          |
| Норвегія          | GPF-G       | Government Pension Fund of Norway Global                           | 1,371                | 1990       | Нафта і газ                         |
| КНР               | CIC         | China Investment Corporation                                       | 1,350                | 2007       | Нетоварний                          |
| КНР               | SAFE        | SAFE Investment Company                                            | 1,019                | 1997       | Нетоварний                          |
| ОАЕ               | ADIA        | Abu Dhabi Investment Authority                                     | 708.750              | 1967       | Нафта і газ                         |
| Кувейт            | KIA         | Kuwait Investment Authority                                        | 750                  | 1953       | Нафта і газ                         |
| Сінгапур          | GIC         | GIC Private Limited                                                | 690                  | 1981       | Нетоварний                          |
| Гонконг           | HKMA        | Exchange Fund (Hong Kong)                                          | 585.73               | 1935       | Нетоварний                          |
| Саудівська Аравія | PIF         | Public Investment Fund                                             | 650                  | 1971       | Нафта і газ                         |
| Сінгапур          | TH          | Temasek Holdings                                                   | 496.6                | 1974       | Нетоварний                          |
| Катар             | QIA         | Qatar Investment Authority                                         | 475                  | 2005       | Нафта і газ                         |
| Сінгапур          | CPF         | Central Provident Fund                                             | 381                  | 1980       | Нетоварний                          |
| Канада            | CDPQ        | Caisse de dépôt et placement du Québec                             | 335                  | 1965       | Нетоварний                          |
| ОАЕ               | ICD         | Investment Corporation of Dubai                                    | 320.4                | 2006       | Нафта і газ                         |
| Туреччина         | TWF         | Turkey Wealth Fund                                                 | 279.3                | 2017       | Нетоварний                          |
| ОАЕ               | MIC         | Mubadala Investment Company                                        | 287.5                | 1984       | Нафта і газ                         |
| Південна Корея    | KIC         | Korea Investment Corporation                                       | 201                  | 2005       | Нетоварний                          |
| Росія             | NWF         | Russian National Wealth Fund                                       | 148.4                | 2008       | Нафта і газ                         |
| Австралія         | FF          | Future Fund                                                        | 135.8                | 2006       | Нетоварний                          |
| Кувейт            | PIFSS       | Public Institution For Social Security Fund                        | 134                  | 1955       | Нетоварний                          |
| Франція           | BPI         | Bpifrance                                                          | 33.5                 | 2008       | Нетоварний                          |
| США               | APFC        | Alaska Permanent Fund                                              | 79.4                 | 1976       | Нафта і газ                         |
| ОАЕ               | ADQ         | Abu Dhabi Developmental Holding Company                            | 159                  | 2018       | Нетоварний                          |
| ОАЕ               | EIA         | Emirates Investment Authority                                      | 87                   | 2007       | Нафта і газ                         |
| Бруней            | BIA         | Brunei Investment Agency                                           | 73                   | 1983       | Нафта і газ                         |
| США               | UTIMCO      | Texas Permanent University Fund                                    | 69.21                | 1876       | Роялті за землю та корисні копалини |
| Казахстан         | SK          | Samruk-Kazyna                                                      | 68.38                | 2008       | Нафта і газ                         |
| Лівія             | LIA         | Libyan Investment Authority                                        | 67                   | 2006       | Нафта і газ                         |
| Казахстан         | NF          | Kazakhstan National Fund                                           | 55.7                 | 2012       | Нафта і газ                         |
| Азербайджан       | SOFAZ       | State Oil Fund of the Republic of Azerbaijan                       | 43                   | 1999       | Нафта і газ                         |
| Росія             | RDIF        | Russian Direct Investment Fund                                     | 25                   | 2011       | Нетоварний                          |
| Австрія           | ÖBAG        | Österreichische Beteiligungs AG                                    | 38.4                 | 1967       | Нетоварний                          |
| Малайзія          | KN          | Khazanah Nasional                                                  | 35.8                 | 1993       | Нетоварний                          |
| Нова Зеландія     | NZSF        | New Zealand Superannuation Fund                                    | 35.1                 | 2003       | Нетоварний                          |
| США               | NMSIC       | New Mexico State Investment Council                                | 34.1                 | 1958       | Нафта і газ                         |
| Німеччина         | NWDF        | Nuclear Waste Disposal Fund                                        | 25                   | 2017       | Нетоварний                          |
| Іран              | NDFI        | National Development Fund                                          | 10                   | 2011       | Нафта і газ                         |
| США               | PWMTF       | Permanent Wyoming Mineral Trust Fund                               | 23                   | 1974       | Корисні копалини                    |
| Норвегія          | GPF-N       | Government Pension Fund – Norway                                   | 22                   | 2006       | Нафта і газ                         |
| Папуа Нова Гвінея | PNGSWF      | Papua New Guinea Sovereign Wealth Fund                             | 22                   | 2011       | Нафта і газ                         |
| Бахрейн           | BMHC        | Mumtalakat Holding Company                                         | 18.3                 | 2006       | Нафта і газ                         |
| США               | WVFF        | West Virginia Future Fund                                          | 0.1                  | 2014       | Нафта і газ                         |
| Східний Тимор     | TLPF        | Timor-Leste Petroleum Fund                                         | 17                   | 2005       | Нафта і газ                         |
| Оман              | OIA         | Oman Investment Fund                                               | 17                   | 1980       | Нафта і газ                         |
| Канада            | AHSTF       | Alberta Heritage Savings Trust Fund                                | 15                   | 1976       | Нафта і газ                         |
| Колумбія          | FAEP        | Fondo de Ahorro y Estabilización Petrolera                         | 12                   | 1995       | Нафта і газ                         |
| Ірландія          | ISIF        | Ireland Strategic Investment Fund                                  | 15.7                 | 2014       | Нетоварний                          |
| Чилі              | ESSF        | Economic and Social Stabilization Fund                             | 11                   | 2007       | Мідь                                |
| Чилі              | PRF         | Pension Reserve Fund                                               | 11                   | 2006       | Мідь                                |
| КНР               | CADF        | China-Africa Development Fund                                      | 5                    | 2007       | Нетоварний                          |
| США               | NDLF        | North Dakota Legacy Fund                                           | 8.3                  | 2011       | Нафта і газ                         |
| Мексика           | FMP         | Fondo Mexicano del Petroleo para la Estabilizacion y el Desarrollo | 7                    | 2000       | Нафта і газ                         |
| Тринідад і Тобаго | HSF         | Heritage and Stabilization Fund                                    | 5.6                  | 2000       | Нафта і газ                         |
| Перу              | FSF         | Fiscal Stabilization Fund                                          | 5                    | 1999       | Нетоварний                          |
| Індонезія         | INA         | Indonesia Investment Authority                                     | 5.6                  | 2021       | Нетоварний                          |
| Ангола            | FSDEA       | Fundo Soberano de Angola                                           | 2.2                  | 2012       | Нафта і газ                         |
| Італія            | CDP Equity  | Cassa Depositi e Prestiti Equity                                   | 5                    | 2011       | Нетоварний                          |
| Ботсвана          | PF          | Pula Fund                                                          | 4.1                  | 1994       | Діаманти                            |
| Індія             | NIIF        | National Investment and Infrastructure Fund                        | 5.3                  | 2015       | Нетоварний                          |